# NGC 568
NGC 568 è una enorme galassia lenticolare situata nella costellazione dello Scultore a una distanza di circa 262 milioni di anni luce dalla nostra Via Lattea.

## Scoperta
NGC 568 è stata scoperta il 29 novembre 1837 dall'astronomo britannico John Herschel. È stata in seguito osservata il 4 settembre 1897 dall'astronomo statunitense Lewis Swift e successivamente inserita nell'Index Catalogue con la designazione IC 1709.